# 勒氏孔䗩
勒氏孔䗩（学名：Diodora reevei）是裂螺科天蓋螺屬。

## 分佈
主要分布于中国大陆，常栖息在潮下带水深数米。

## 外部連結
- 維基物種上的相關：勒氏孔䗩